# Незаплановане кохання
Незаплановане кохання, також відомий як Аварійна посадка на тебе (кор. 사랑의 불시착) — південнокорейський серіал, що розповідає історію про жінку Юн Се Рі з Південної Кореї, яка випадково потрапляє до Північної Кореї. Серіал показувався на телеканалі tvN щосуботи та щонеділі з 14 грудня 2019 року по 16 лютого 2020. У головних ролях Хьон Бін, Сон Є Джін, Со Чі Хє та Кім Чон Хьон.

## Сюжет
Юн Се Рі, дочка з чебольської сім'ї, яка створила з нуля власну компанію, що спеціалізується на створенні засобів для краси. Одного дня її батько збирає всіх членів родини щоб оголосити, хто стане власником його компанії. І він вирішує передати у спадок компанію Юн Се Рі, чим розсердив двох братів Се Рі, які змагаються між собою, щоб успадкувати компанію батька. В той самий час, в демілітаризованій зоні офіцер на ім'я Рі Чон Хьок проходить службу в армії Північної Кореї, коли під час патрулювання солдати Південної Кореї ловлять декілька північнокорейців, що шукали скарби на частині демілітаризованої зони, яка належить Південній Кореї. Рі Чон Хьоку вдається мирним шляхом вирішити конфлікт і відправити на допит затриманих північнокорейців до департаменту державної безпеки КНДР, але цим він налаштовує проти себе Чо Чхоль Ґана.
На наступний день після рішення батька, Юн Се Рі бере участь в рекламі свого продукту, під час якого займається парапланеризмом. Однак, розпочинається буря і торнадо відносить Юн Се Рі до частини демілітаризованої зони, що належить Північній Кореї. Під час обходу Рі Чон Хьок випадково натрапляє на Юн Се Рі та намагається діяти згідно з інструкцією, однак, за обставинами долі, Се Рі від нього втікає. Під час втечі Юн Се Рі випадково плутає кордон Північної Кореї з Південною та перетинає його, що створює великі проблеми для Рі Чон Хьока і солдат під його командуванням. У той же час, брати Юн Се Рі бачать, що зникнення сестри — це їх шанс знову заволодіти компанією і тому намагаються якомога швидше зупинити рятувальну операцію. Пізніше Рі Чон Хьок знову зустрічає Юн Се Рі і вирішує допомогти їй повернутися додому. Але цим планам може завадити Чо Чхоль Ґан, який тільки шукає привід аби знищити Рі Чон Хьока.

## Акторський склад

### Головні ролі
- Хьон Бін як Рі Чон Хьок[7]
- Сон Є Джін як Юн Се Рі[7]
- Со Чі Хє як Со Дан[7]
- Кім Чон Хьон як Ку Син Джун[7]

### Другорядні ролі

#### Сім'я Рі Чон Хьока
- Чон Кук Хван як Рі Чхун Рьоль
- Чон Е Рі як Кім Юн Хі
- Ха Сок Чжин як Рі Му Хьок

#### Солдати під командування Рі Чон Хьока
- Ян Кьон Вон як Пхьо Чхі Су
- Лі Сін Йон як Пак Кван Бом
- Ю Су Бін як Кім Чу Мок
- Тхан Чун Сан як Ким Ин Дон

#### Сім'я Юн Се Рі
- Нам Кьон Ип як Юн Чин Пхьон
- Пан Ин Джін як Хан Чон Йон
- Чхве Те Хун як Юн Се Джун
- Хван У Силь Хє як То Хє Джін
- Пак Хьон Су як Юн Се Хьон
- Юн Чі Мін як Ко Сан А

#### Колеги з роботи Юн Се Рі
- Ко Кю Пхіль як Хон Чхан Сік
- Лім Чхоль Су як Пак Су Чхан

#### Сім'я Со Дан
- Чан Хє Чін як Ко Мьон Ин
- Пак Мьон Хун як Ко Мьон Сок

#### Люди навколо Ку Син Джун
- Хон У Джін як Чхон Са Джан
- Юн Сан Хун як О Кван Джан

#### Жителі північнокорейського села
- Кім Сон Йон як На Воль Сок
- Кім Чон Нан як Ма Йон Е
- Чан Со Йон як Хьон Мьон Сун
- Чха Чхон Хван як Ян Ок Ґим

#### Люди здепартаменту державної безпеки КНДР[en]
- О Ман Сок як Чо Чхоль Ґан
- Кім Йон Мін як Чон Ман Бок

### Спеціальна поява
- Кім Су Хьон як Пан Тон Гу

## Саундтрек

### Повний альбом
| Crash Landing on You (Original Television Soundtrack) Диск 1 | Crash Landing on You (Original Television Soundtrack) Диск 1 | Crash Landing on You (Original Television Soundtrack) Диск 1 | Crash Landing on You (Original Television Soundtrack) Диск 1 |
| #                                                            | Назва                                                        | Виконавець                                                   | Тривалість                                                   |
| ------------------------------------------------------------ | ------------------------------------------------------------ | ------------------------------------------------------------ | ------------------------------------------------------------ |
| 1.                                                           | «But it's Destiny»                                           | 10CM                                                         | 3:51                                                         |
| 2.                                                           | «Flower»                                                     | Юн Мі Ре                                                     | 4:12                                                         |
| 3.                                                           | «Sunset»                                                     | Davichi                                                      | 3:36                                                         |
| 4.                                                           | «Here I am Again»                                            | Пек Є Рін                                                    | 3:54                                                         |
| 5.                                                           | «Someday»                                                    | Кім Че Хван                                                  | 4:18                                                         |
| 6.                                                           | «Sigriswil ('Crash Landing on You' Title Full Version)»      | Кім Кьон Хі                                                  | 3:42                                                         |
| 7.                                                           | «Spring in My Hometown»                                      | Нам Хє Син, Пак Сан Хі                                       | 4:47                                                         |
| 8.                                                           | «The Wind of the Day»                                        | Нам Хє Син, Пак Сан Хі                                       | 4:58                                                         |
| 9.                                                           | «The Song for My Brother»                                    | Нам Хє Син, Пак Сан Хі                                       | 4:21                                                         |
| 10.                                                          | «My Companion»                                               | Нам Хє Син, Пак Сан Хі                                       | 5:15                                                         |
| 11.                                                          | «Like a Wild Flower»                                         | Нам Хє Син, Пак Сан Хі                                       | 4:35                                                         |
| 12.                                                          | «Time of JungHyuk for Seri»                                  | Нам Хє Син, Пак Сан Хі                                       | 1:48                                                         |
| 13.                                                          | «Moments We Walked Together»                                 | Нам Хє Син, Ко Ин Чон                                        | 2:34                                                         |
| 14.                                                          | «Seri's Choice»                                              | Нам Хє Син, Ко Ин Чон                                        | 1:54                                                         |

| Crash Landing on You (Original Television Soundtrack) Диск 2 | Crash Landing on You (Original Television Soundtrack) Диск 2 | Crash Landing on You (Original Television Soundtrack) Диск 2 | Crash Landing on You (Original Television Soundtrack) Диск 2 |
| #                                                            | Назва                                                        | Виконавець                                                   | Тривалість                                                   |
| ------------------------------------------------------------ | ------------------------------------------------------------ | ------------------------------------------------------------ | ------------------------------------------------------------ |
| 1.                                                           | «Photo of My Mind»                                           | Сон Ка Ін                                                    | 4:32                                                         |
| 2.                                                           | «The Hill of Yearning»                                       | April 2nd                                                    | 3:55                                                         |
| 3.                                                           | «All of My Days»                                             | Кім Се Чон (Gugudan)                                         | 3:58                                                         |
| 4.                                                           | «Like You»                                                   | Со Су Бін, Кім Со Хі (Nature)                                | 3:25                                                         |
| 5.                                                           | «Let Us Go»                                                  | Crush                                                        | 3:41                                                         |
| 6.                                                           | «Give You My Heart»                                          | IU                                                           | 4:41                                                         |
| 7.                                                           | «YoungAe and Villagers»                                      | Нам Хє Син, Пак Сан Хі                                       | 3:14                                                         |
| 8.                                                           | «Chi Soo and Seri»                                           | Нам Хє Син, Пак Сан Хі                                       | 3:14                                                         |
| 9.                                                           | «The Song for My Brother (Orchestra Version)»                | Нам Хє Син, Пак Сан Хі                                       | 4:35                                                         |
| 10.                                                          | «Seo Dan»                                                    | Нам Хє Син, Пак Сан Хі, Пак Сан Хі                           | 0:52                                                         |
| 11.                                                          | «Same Sky, Different World»                                  | Нам Хє Син, Пак Сан Хі                                       | 3:18                                                         |
| 12.                                                          | «Picnic»                                                     | Нам Хє Син, Пак Сан Хі                                       | 3:12                                                         |
| 13.                                                          | «The Season of Us»                                           | Нам Хє Син, Пак Сан Хі                                       | 3:47                                                         |
| 14.                                                          | «When That Day Comes»                                        | Нам Хє Син, Пак Сан Хі                                       | 4:22                                                         |
| 15.                                                          | «Sigriswil (Opening Title Version)»                          | Кім Кьон Хі                                                  | 0:42                                                         |

### Альбом частинами
| Crash Landing on You (Original Television Soundtrack), Pt. 1 | Crash Landing on You (Original Television Soundtrack), Pt. 1 | Crash Landing on You (Original Television Soundtrack), Pt. 1 | Crash Landing on You (Original Television Soundtrack), Pt. 1 |
| #                                                            | Назва                                                        | Виконавець                                                   | Тривалість                                                   |
| ------------------------------------------------------------ | ------------------------------------------------------------ | ------------------------------------------------------------ | ------------------------------------------------------------ |
| 1.                                                           | «But it's Destiny»                                           | 10CM                                                         | 3:51                                                         |
| 2.                                                           | «But it's Destiny (Instrumental)»                            | 10CM                                                         | 3:51                                                         |

| Crash Landing on You (Original Television Soundtrack), Pt. 2 | Crash Landing on You (Original Television Soundtrack), Pt. 2 | Crash Landing on You (Original Television Soundtrack), Pt. 2 | Crash Landing on You (Original Television Soundtrack), Pt. 2 |
| #                                                            | Назва                                                        | Виконавець                                                   | Тривалість                                                   |
| ------------------------------------------------------------ | ------------------------------------------------------------ | ------------------------------------------------------------ | ------------------------------------------------------------ |
| 1.                                                           | «Flower»                                                     | Юн Мі Ре                                                     | 4:12                                                         |
| 2.                                                           | «Flower (Instrumental)»                                      | Юн Мі Ре                                                     | 4:12                                                         |

| Crash Landing on You (Original Television Soundtrack), Pt. 3 | Crash Landing on You (Original Television Soundtrack), Pt. 3 | Crash Landing on You (Original Television Soundtrack), Pt. 3 | Crash Landing on You (Original Television Soundtrack), Pt. 3 |
| #                                                            | Назва                                                        | Виконавець                                                   | Тривалість                                                   |
| ------------------------------------------------------------ | ------------------------------------------------------------ | ------------------------------------------------------------ | ------------------------------------------------------------ |
| 1.                                                           | «Sunset»                                                     | Davichi                                                      | 3:36                                                         |
| 2.                                                           | «Sunset (Instrumental)»                                      | Davichi                                                      | 3:36                                                         |

| Crash Landing on You (Original Television Soundtrack), Pt. 4 | Crash Landing on You (Original Television Soundtrack), Pt. 4 | Crash Landing on You (Original Television Soundtrack), Pt. 4 | Crash Landing on You (Original Television Soundtrack), Pt. 4 |
| #                                                            | Назва                                                        | Виконавець                                                   | Тривалість                                                   |
| ------------------------------------------------------------ | ------------------------------------------------------------ | ------------------------------------------------------------ | ------------------------------------------------------------ |
| 1.                                                           | «Here I am Again»                                            | Пек Є Рін                                                    | 3:54                                                         |
| 2.                                                           | «Here I am Again (Instrumental)»                             | Пек Є Рін                                                    | 3:54                                                         |

| Crash Landing on You (Original Television Soundtrack), Pt. 5 | Crash Landing on You (Original Television Soundtrack), Pt. 5 | Crash Landing on You (Original Television Soundtrack), Pt. 5 | Crash Landing on You (Original Television Soundtrack), Pt. 5 |
| #                                                            | Назва                                                        | Виконавець                                                   | Тривалість                                                   |
| ------------------------------------------------------------ | ------------------------------------------------------------ | ------------------------------------------------------------ | ------------------------------------------------------------ |
| 1.                                                           | «Someday»                                                    | Кім Че Хван                                                  | 4:18                                                         |
| 2.                                                           | «Someday (Instrumental)»                                     | Кім Че Хван                                                  | 4:18                                                         |

| Crash Landing on You (Original Television Soundtrack), Pt. 6 | Crash Landing on You (Original Television Soundtrack), Pt. 6 | Crash Landing on You (Original Television Soundtrack), Pt. 6 | Crash Landing on You (Original Television Soundtrack), Pt. 6 |
| #                                                            | Назва                                                        | Виконавець                                                   | Тривалість                                                   |
| ------------------------------------------------------------ | ------------------------------------------------------------ | ------------------------------------------------------------ | ------------------------------------------------------------ |
| 1.                                                           | «Photo of My Mind»                                           | Сон Ка Ін                                                    | 4:32                                                         |
| 2.                                                           | «Photo of My Mind (Instrumental)»                            | Сон Ка Ін                                                    | 4:32                                                         |

| Crash Landing on You (Original Television Soundtrack), Pt. 7 | Crash Landing on You (Original Television Soundtrack), Pt. 7 | Crash Landing on You (Original Television Soundtrack), Pt. 7 | Crash Landing on You (Original Television Soundtrack), Pt. 7 |
| #                                                            | Назва                                                        | Виконавець                                                   | Тривалість                                                   |
| ------------------------------------------------------------ | ------------------------------------------------------------ | ------------------------------------------------------------ | ------------------------------------------------------------ |
| 1.                                                           | «The Hill of Yearning»                                       | April 2nd                                                    | 3:55                                                         |
| 2.                                                           | «The Season of Us»                                           | Нам Хє Син                                                   | 3:47                                                         |

| Crash Landing on You (Original Television Soundtrack), Pt. 8 | Crash Landing on You (Original Television Soundtrack), Pt. 8 | Crash Landing on You (Original Television Soundtrack), Pt. 8 | Crash Landing on You (Original Television Soundtrack), Pt. 8 |
| #                                                            | Назва                                                        | Виконавець                                                   | Тривалість                                                   |
| ------------------------------------------------------------ | ------------------------------------------------------------ | ------------------------------------------------------------ | ------------------------------------------------------------ |
| 1.                                                           | «All of My Days»                                             | Кім Се Чон (Gugudan)                                         | 3:58                                                         |
| 2.                                                           | «All of My Days (Instrumental)»                              | Кім Се Чон (Gugudan)                                         | 3:58                                                         |

| Crash Landing on You (Original Television Soundtrack), Pt. 9 | Crash Landing on You (Original Television Soundtrack), Pt. 9 | Crash Landing on You (Original Television Soundtrack), Pt. 9 | Crash Landing on You (Original Television Soundtrack), Pt. 9 |
| #                                                            | Назва                                                        | Виконавець                                                   | Тривалість                                                   |
| ------------------------------------------------------------ | ------------------------------------------------------------ | ------------------------------------------------------------ | ------------------------------------------------------------ |
| 1.                                                           | «Like You»                                                   | Со Су Бін, Кім Со Хі (Nature)                                | 3:25                                                         |
| 2.                                                           | «Like You (Instrumental)»                                    | Со Су Бін, Кім Со Хі (Nature)                                | 3:25                                                         |

| Crash Landing on You (Original Television Soundtrack), Pt. 10 | Crash Landing on You (Original Television Soundtrack), Pt. 10 | Crash Landing on You (Original Television Soundtrack), Pt. 10 | Crash Landing on You (Original Television Soundtrack), Pt. 10 |
| #                                                             | Назва                                                         | Виконавець                                                    | Тривалість                                                    |
| ------------------------------------------------------------- | ------------------------------------------------------------- | ------------------------------------------------------------- | ------------------------------------------------------------- |
| 1.                                                            | «Let Us Go»                                                   | Crush                                                         | 3:41                                                          |
| 2.                                                            | «Let Us Go (Instrumental)»                                    | Crush                                                         | 3:41                                                          |

| Crash Landing on You (Original Television Soundtrack), Pt. 10 | Crash Landing on You (Original Television Soundtrack), Pt. 10 | Crash Landing on You (Original Television Soundtrack), Pt. 10 | Crash Landing on You (Original Television Soundtrack), Pt. 10 |
| #                                                             | Назва                                                         | Виконавець                                                    | Тривалість                                                    |
| ------------------------------------------------------------- | ------------------------------------------------------------- | ------------------------------------------------------------- | ------------------------------------------------------------- |
| 1.                                                            | «Give You My Heart»                                           | IU                                                            | 4:41                                                          |
| 2.                                                            | «Give You My Heart (Instrumental)»                            | IU                                                            | 4:41                                                          |

## Рейтинги
Найнижчі рейтинги позначені синім кольором, а найвищі — червоним кольором.
| 1                | 14 грудня 2019   | 6,074 %  | 6,558 %  |
| 2                | 15 грудня 2019   | 6,845 %  | 7,841 %  |
| 3                | 21 грудня 2019   | 7,414 %  | 7,689 %  |
| 4                | 22 грудня 2019   | 8,499 %  | 9,409 %  |
| 5                | 28 грудня 2019   | 8,730 %  | 9,794 %  |
| 6                | 29 грудня 2019   | 9,223 %  | 9,535 %  |
| 7                | 11 січень 2020   | 9,394 %  | 9,738 %  |
| 8                | 12 січень 2020   | 11,349 % | 12,031 % |
| 9                | 18 січень 2020   | 11,516 % | 12,355 % |
| 10               | 19 січень 2020   | 14,633 % | 15,903 % |
| 11               | 1 лютого 2020    | 14,238 % | 14,648 % |
| 12               | 2 лютого 2020    | 15,933 % | 16,413 % |
| 13               | 8 лютого 2020    | 14,097 % | 14,620 % |
| 14               | 9 лютого 2020    | 17,705 % | 18,612 % |
| 15               | 15 лютого 2020   | 17,066 % | 17,406 % |
| 16               | 16 лютого 2020   | 21,683 % | 23,249 % |
| Середній рейтинг | Середній рейтинг | 12,150 % | 12,863 % |
| Спеціальна серія | 4 січень 2020    | 3,810 %  | 4.253 %  |
| Спеціальна серія | 5 січень 2020    | 2,975 %  | 3,252 %  |
| Спеціальна серія | 25 січень 2020   | 4,180 %  | 4,283 %  |

## Нагороди та номінації
| Рік  | Нагорода                                                      | Категорія                                                     | Отримувач                     | Результат | Примітки      |
| ---- | ------------------------------------------------------------- | ------------------------------------------------------------- | ----------------------------- | --------- | ------------- |
| 2020 | 29-та Сеульська музична премія                                | Нагорода за найкращий саундтрек                               | «Flower» — Юн Мі Ре           | Номінація | [ 33 ]        |
| 2020 | 56-та Премія мистецтв Пексан                                  | Найкращий серіал                                              | «Незаплановане кохання»       | Номінація | [ 34 ] [ 35 ] |
| 2020 | 56-та Премія мистецтв Пексан                                  | Найкращий режисер                                             | Лі Чон Хьо                    | Номінація | [ 34 ] [ 35 ] |
| 2020 | 56-та Премія мистецтв Пексан                                  | Найкращий сценарій                                            | Пак Чі Ин                     | Номінація | [ 34 ] [ 35 ] |
| 2020 | 56-та Премія мистецтв Пексан                                  | Найкраща чоловіча роль                                        | Хьон Бін                      | Номінація | [ 34 ] [ 35 ] |
| 2020 | 56-та Премія мистецтв Пексан                                  | Найкраща жіноча роль                                          | Сон Є Джін                    | Номінація | [ 34 ] [ 35 ] |
| 2020 | 56-та Премія мистецтв Пексан                                  | Найкращий актор другого плану                                 | Ян Кьон Вон                   | Номінація | [ 34 ] [ 35 ] |
| 2020 | 56-та Премія мистецтв Пексан                                  | Найкраща акторка другого плану                                | Со Чі Хє                      | Номінація | [ 34 ] [ 35 ] |
| 2020 | 56-та Премія мистецтв Пексан                                  | Найкраща акторка другого плану                                | Кім Сон Йон                   | Перемога  | [ 36 ] [ 37 ] |
| 2020 | 56-та Премія мистецтв Пексан                                  | Нагорода «Ікона Bazaar»                                       | Со Чі Хє                      | Перемога  | [ 36 ] [ 37 ] |
| 2020 | 56-та Премія мистецтв Пексан                                  | Нагорода за популярність (чоловіки)                           | Хьон Бін                      | Перемога  | [ 36 ] [ 37 ] |
| 2020 | 56-та Премія мистецтв Пексан                                  | Нагорода за популярність (жінки)                              | Сон Є Джін                    | Перемога  | [ 36 ] [ 37 ] |
| 2020 | Сеульська міжнародна премія драми                             | Найкращий мінісеріал                                          | «Незаплановане кохання»       | Номінація | [ 38 ]        |
| 2020 | Сеульська міжнародна премія драми                             | Видатна корейська драма, Нагорода за майстерність             | «Незаплановане кохання»       | Перемога  | [ 39 ] [ 40 ] |
| 2020 | Сеульська міжнародна премія драми                             | Видатна корейська драма, Найкраща акторка                     | Сон Є Джін                    | Перемога  | [ 39 ] [ 40 ] |
| 2020 | Творча премія азійської академії                              | Найкраща драма (Корея)                                        | «Незаплановане кохання»       | Перемога  | [ 41 ]        |
| 2020 | Творча премія азійської академії                              | Найкраща драма (великий фінал)                                | «Незаплановане кохання»       | Перемога  | [ 42 ]        |
| 2020 | Премія азійського контенту                                    | Найкраща творчість                                            | «Незаплановане кохання»       | Номінація | [ 43 ]        |
| 2020 | Премія азійського контенту                                    | Найкраща азійська драма                                       | «Незаплановане кохання»       | Номінація | [ 43 ]        |
| 2020 | Премія азійського контенту                                    | Найкраща сценаристка                                          | Пак Чі Ин                     | Номінація | [ 43 ]        |
| 2020 | Корейська асоціація кабельного телемовлення                   | Глобальна нагорода (Категорія ВнВ)                            | «Незаплановане кохання»       | Перемога  | [ 44 ]        |
| 2020 | Токійська премія драми 2020                                   | Особлива нагорода для закордонних драм                        | «Незаплановане кохання»       | Перемога  | [ 45 ]        |
| 2020 | Азійська музична премія Mnet                                  | Накращий OST                                                  | «Here I am Again» — Пек Є Рін | Номінація | [ 46 ]        |
| 2020 | 3-тя щорічна Премія «Попит глобального ТБ»                    | Корейський драматичний серіал з набільшим попитом             | «Незаплановане кохання»       | Перемога  | [ 47 ]        |
| 2020 | Премія «Зірок МААТР»                                          | Великий приз (Тесан)                                          | Хьон Бін                      | Перемога  | [ 48 ]        |
| 2020 | Премія «Зірок МААТР»                                          | Найкращий актор другого плану                                 | Кім Йон Мін                   | Перемога  | [ 48 ]        |
| 2020 | Премія «Зірок МААТР»                                          | Найкраща акторка другого плану                                | Кім Сон Йон                   | Перемога  | [ 48 ]        |
| 2020 | Премія «Зірок МААТР»                                          | Нагорода «Зірка KT Seezn»                                     | Сон Є Джін                    | Перемога  | [ 48 ]        |
| 2020 | Премія «Зірок МААТР»                                          | Драма року                                                    | «Незаплановане кохання»       | Номінація | [ 49 ] [ 50 ] |
| 2020 | Премія «Зірок МААТР»                                          | Нагорода за високу майстерність, Найкраща акторка мінісеріалу | Сон Є Джін                    | Номінація | [ 49 ] [ 50 ] |
| 2020 | Премія «Зірок МААТР»                                          | Нагорода за майстерність, Найкраща акторка мінісеріалу        | Со Чі Хє                      | Номінація | [ 49 ] [ 50 ] |
| 2020 | Премія «Зірок МААТР»                                          | Найкращий актор другого плану                                 | Кім Чон Хьон                  | Номінація | [ 49 ] [ 50 ] |
| 2020 | Премія «Зірок МААТР»                                          | Найкращий актор другого плану                                 | Ян Кьон Вон                   | Номінація | [ 49 ] [ 50 ] |
| 2021 | 30-та Сеульська музична премія                                | Нагорода за найкращий саундтрек                               | «Here I am Again» — Пек Є Рін | Номінація | [ 51 ]        |
| 2021 | 30-та Сеульська музична премія                                | Нагорода за найкращий саундтрек                               | «Give You My Heart» — IU      | Номінація | [ 51 ]        |
| 2021 | Премія телерадіомовлення Корейської комісії з телекомунікацій | Великий приз (Тесан)                                          | «Незаплановане кохання»       | Перемога  | [ 52 ]        |
| 2021 | Корейська асоціація кабельного телемовлення                   | Особлива нагорода ПП (Категорія ВнВ)                          | «Незаплановане кохання»       | Перемога  | [ 53 ]        |

## Виноски
1. ↑  Абревіатура від «Постачальник програм» (англ. Program Provider), щр згідно з Naver Dictionary є перекладом слова кор. 방송채널사용사업자.